# وهم غرس الأفكار
وهم غرس الأفكار هو الوهم الذي يعتقد فيه الفرد أن أفكاره قد دُفعت إلى ذهنه بشكل لا يُقاوم وعادةً ما ينسب المصاب هذه الأفكار إلى مصادر خارجية. يُعرّف التصنيف الدولي للأمراض -10 (ICD-10) وهم غرس الأفكار على أنه الوهم الذي يعتقد الشخص المتأثر به بأن أفكاره ليست خاصة به، ولكنها تنتمي إلى شخص آخر وتم إدخالها في عقله.لن يعرف الشخص الذي يعاني من وهم غرس الأفكار بالضرورة من أين تأتي الفكرة، ولكنه يميز بين أفكاره وتلك التي يتم إدخالها في ذهنه. ومع ذلك، فإن المرضى لا يشعرون بجميع الأفكار كما يتم إدخالها؛ فقط بعض منها، تتبع عادةً محتوى أو نمطًا مشابهًا. ويكون الشخص المصاب بهذا الاعتقاد الوهمي مقتنعًا بصحة معتقداته ولا يرغب في قبول مثل هذا التشخيص.
يعد وهم غرس الأفكار أحد الأعراض الشائعة للذهان ويحدث في العديد من الاضطرابات العقلية والحالات الطبية الأخرى. ويرتبط في أغلب الأحيان بالفصام. يعد وهم غرس الأفكار، جنبًا إلى جنب مع وهم إذاعة الأفكار وانسحاب الأفكار وحجب الأفكار وغيرها من أعراض الدرجة الأولى، من الأعراض الأولية ويجب عدم الخلط بينه وبين التفسير الوهمي الذي قدمه المصاب. على الرغم من ارتباطه عادةً ببعض أشكال الأمراض النفسية، إلا أنه يمكن أيضًا أن يحدث في أولئك الذين يعتبرون غير مرضى، عادة في السياقات الروحية، وأيضًا في الممارسات المتأثرة ثقافيًا مثل الوساطة الروحية والكتابة التلقائية.